# Urynometr

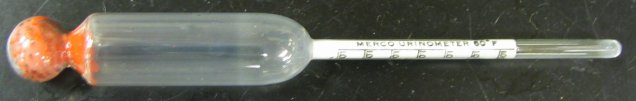
Typowy urynometr

Urynometr - jest to areometr wyskalowany tak, aby określać gęstość moczu. 
Typowy urynometr jest wykonany ze szkła, składa się z obciążnika, pływaka i wyskalowanej rurki. Po umieszczeniu w wysokim cylindrze wypełnionym moczem menisk cieczy wskazuje na skali jej gęstość. Znajduje zastosowanie w diagnostyce medycznej jako prosty i szybki test wskazujący na prawidłowość czynności nerek i stanu organizmu.